# 이헌국
이헌국 (李憲國, 1525년 ~ 1602년)는 조선 중기의 문신이다. 선조 때 좌의정을 지냈다. 본관은 전주이다. 자는 흠재(欽哉), 호는 유곡(柳谷).

## 생애
정종 (조선) 이방과의 아들 진남군 이종생의 현손이자 이형의 증손자이며, 이문의 손자이다. 부친은 이평이다. 명종 때 문과 급제하여, 예문관검열, 사간원정언, 도사를 하고 정언 시절에 이량과 윤원형을 탄핵하기도 했으며, 병조정랑, 사헌부장령을 하다 장령에 이어 사간을 하고 선조 때 동부승지로 초배되고, 승지에 이어 한성부우윤, 도승지, 대사간에 이어 형조판서, 한성부판윤, 대사헌, 우참찬으로 특진관을 겸하고, 형조판서로 다시 한 번 특진관을 겸하다가 선공감제조를 겸한 뒤 좌참찬이 되는데, 의정부좌참찬 시절 임진왜란의 피해를 수습했고, 특진관을 겸한 뒤 예조판서, 공조판서를 했다. 이후 사헌부대사헌으로 다시 있으며 조정의 기강을 바로 세우려고 했으며, 대사헌에 이어 의정부좌참찬, 대사헌에 이어 이조판서, 형조판서를 거쳐 우의정이 되고 이후 좌의정까지 한다. 봉호는 완성부원군이며 시호는 충익(忠翼)이다.